# 에드워드 7세
에드워드 7세(Edward VII, 1841년 11월 9일~1910년 5월 6일)는 영국의 정치가로, 영국의 왕(재위 : 1901년 1월 22일~1910년 5월 6일)이자 인도 제국의 황제이다. 본명은 앨버트 에드워드 웨틴(Albert Edward Wettin)이다. 작센코부르크고타 왕가의 첫번째 영국 군주이다. 빅토리아 여왕과 작센코부르크고타의 앨버트의 장남이다.

## 개요
빅토리아 여왕의 맏아들로 60세에 즉위하였다. 재위 기간 동안 독일과의 관계가 악화된 상태였으며, 모로코 사건 이후, 영·러 협상을 맺어 독일 포위 체제를 이루었다. 국내에서는 자유당과 보수당이 대립하여 곤란한 문제에 부딪히고 있었다. 복잡하게 얽힌 외교관계를 혈연관계를 이용하여 풀어나가려 하였다.
그의 고손자이자 당시 영국의 왕세자인 웨일스 공 찰스가 기록을 경신하기 전까지 영국 왕실에서 가장 오랫동안 웨일스 공의 자리에 있었던 인물이기도 하다.

## 생애

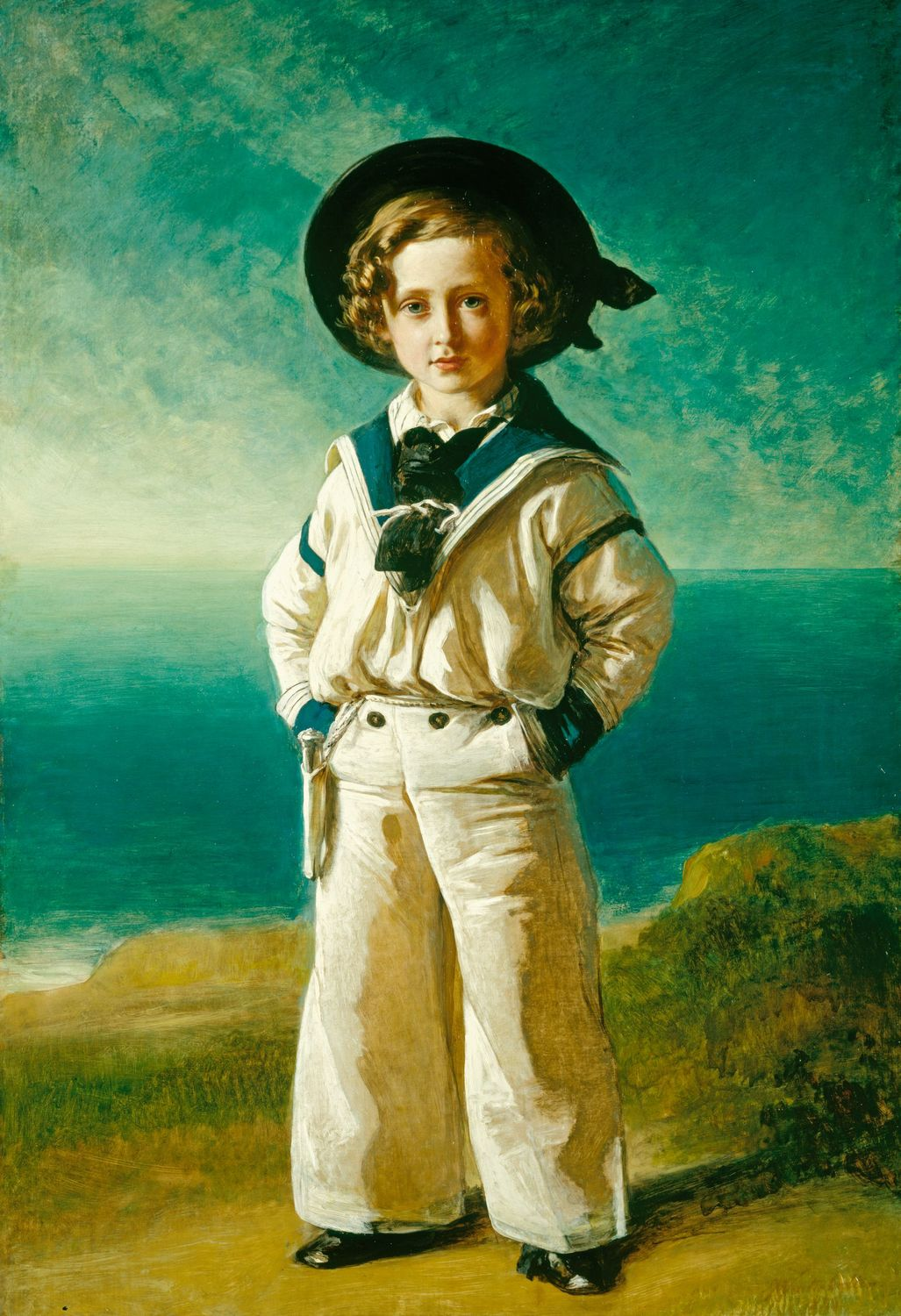
어린시절의 에드워드 (1846년)

에드워드 7세는 1841년 11월 9일, 영국 런던 왕궁에서 어머니 빅토리아 여왕과 아버지 작센코부르크고타의 앨버트 공 사이에서 장남으로 태어났다. 에드워드 7세는 태어남과 동시에 왕위계승 1순위의 상속자가 되었으며 생후 한달 후인 1841년 12월, 웨일스 공에 봉작되었고, 60년간 웨일스 공의 지위에 있었다.
사교적이고 술과 담배, 도박과 경마, 여자와 유흥을 즐겼으며 유쾌하고 호탕한 성격을 지녀 사교계에서 많은 인기를 끌었다. 하지만 어머니 빅토리아는 이를 못마땅하게 여기고 그를 좋지 않게 보았다.
1901년, 어머니 빅토리아 여왕이 서거하자 작센코부르크고타 왕가에 초대 국왕으로 영국 버킹엄 궁전에서 대관식을 열고 왕으로 즉위하였다.

## 결혼
1862년 9월 9일 에드워드는 덴마크의 크리스티안 9세의 장녀인 알렉산드라와 약혼하였으며, 에드워드가 중동 순방을 마치고 귀국하고 얼마 지나지 않아 1863년 3월 10일, 윈저성 세인트 조지 교회당에서 결혼식을 올렸다. 부부는 3남 3녀를 두었으나 일생에 걸쳐 부부 사이는 원만하지 못했다. 자유분방하고 사교적인 에드워드와 달리, 알렉산드라는 사교계를 멀리했으며 내향적이고 조용한 성격에, 지적이지 못했다. 또한 알렉산드라는 난청을 앓고 있어 예민했는데, 에드워드와 알렉산드라의 장남 앨버트 빅터 왕자의 가정교사는 앨버트 빅터의 지적능력이 어머니를 닮았다고 주장하였다.
에드워드는 결혼 생활 내내 내연녀가 있었다. 그는 단기간 여배우 릴리 랭트리, 레이디 랜돌프 처칠, 데이지 그레빌, 워릭 백작 부인, 사라 베른하르트, 수잔 베인 템페스트, 가수 호텐스 슈나이더, 매춘부 줄리아 베네니, 그외에 아그네스와 앨리스 케펠등과 교제했다. 특히 앨리스 케펠은 에드워드 7세가 가장 사랑한 내연녀였으며, 사실상의 정부였다. 그는 케펠과 함께 자주 시간을 보냈다. 앨리스 케펠의 증손녀인 콘월 공작부인 커밀라는 현재 영국의 왕세자인 웨일스 공 찰스의 정부이자 재혼하여 정식 아내가 되었다.
- 에드워드 7세와 알렉산드라의 결혼식 (1863년 3월 10일)
- 에드워드 7세와 왕비 알렉산드라의 결혼식 사진 (1863년)
- 에드워드 7세의 오랜 연인인 앨리스 케펠. 찰스 왕세자의 부인인 콘월 공작부인 커밀라의 증조모이기도 하다.

## 죽음
에드워드 7세는 습관적으로 하루에 담배 20개와 시가 12개를 피웠다. 1907년, 그는 코 옆에 기저세포암이 발병하여 라듐으로 치료하였다. 말년에 이르러 기관지염을 심하게 앓았다. 1909년 2월 베를린 국빈 방문 중에는 순간적으로 의식을 잃기도 하였다.
1910년 5월 6일, 에드워드는 몇 번의 심장의 통증을 느꼈지만, 잠자리에 들기를 거절했다. 고통을 느끼며 정신이 온전치 못하게 되었고 "아니, 나는 굴복하지 않을 것이다. 나는 계속 할 것이다. 나는 끝까지 일할 것이다."와 같은 유언의 말을 하였다. 기절의 순간 사이에 아들 웨일스 공 조지(조지 5세)가 "오늘 오후 에드워드의 애마인 Witch of the air 가 경주에서 이겼다고 말했다. 이에 에드워드는 "그래, 그말을 들으니 나는 매우 기쁘구나" 하고 말하였는데 이것이 그의 마지막 말이었다. 오후 11시 30분, 그는 마지막으로 의식을 잃고 잠자리에 들었다. 오후 11시 45분 에드워드 7세는 68세를 일기로 사망하였다.
5월 11일 에드워드 7세의 시신은 제복을 입고 거대한 참나무 관에 안치되었다. 5월 14일 왕실내로 옮겨져 봉해졌고, 상여의 각 모퉁이에 경비원이 경호하였다. 5월 17일 아침, 관을 포차에 싣고 검은 말이 끄는 마차에 이끌려 웨스트민스터 사원으로 향했는데, 조지 5세와 가족들, 그리고 에드워드의 애견 카이사르가 뒤를 따라 걸었다. 약 40만명이 넘는 사람들이 웨스트민스터 사원을 참배하여 국왕을 추모하였다.
1910년 5월 20일, 에드워드 7세의 장례식이 거행되었고, 그의 장례식은 세계 각국의 국왕과 왕족이 참석한 마지막 장례식이 되었다. 그의 관은 윈저성으로 운반되었고 세인트 조지 교회당에 안장되었다.
- 1909년 베를린을 방문하여 조카인 빌헬름 2세를 만난 에드워드 7세.
- 에드워드 7세의 장례식에 참석한 유럽 각국의 군주들.
- 에드워드 7세의 임종(1910)
- 에드워드 7세의 장례식 (동영상)

## 가족 관계
에드워드 7세는 덴마크의 크리스티안 9세의 장녀인 알렉산드라와 혼인하여 3남 3녀를 두었다.

### 배우자
| 왕비 | 사진 | 이름                                     | 출생            | 사망             | 기타                                                                  |
| 왕비 |      | 덴마크의 알렉산드라 Alexandra of Denmark | 1844년 12월 1일 | 1925년 11월 20일 | - 덴마크의 크리스티안 9세와 왕비 루이제의 장녀 - 1863년 3월 10일 혼인 |

### 자녀
| -    | 사진 | 이름                                                                                | 출생             | 사망             | 기타                                                            |
| ---- | ---- | ----------------------------------------------------------------------------------- | ---------------- | ---------------- | --------------------------------------------------------------- |
| 장남 |      | 클래런스와 에이번데일 공작 앨버트 빅터 Albert Victor, Duke of Clarence and Avondale | 1864년 1월 8일   | 1892년 1월 14일  | - 테크의 메리와 약혼하였으나 결혼 전 사망                       |
| 차남 |      | 조지 5세 King George V                                                              | 1865년 6월 3일   | 1936년 1월 20일  | - 테크의 메리와 결혼 - 엘리자베스 2세의 할아버지 - 슬하 5남 1녀 |
| 장녀 |      | 프린세스 로열 루이즈 Louise, Princess Royal                                         | 1867년 2월 20일  | 1931년 1월 4일   | - 제1대 파이프 공작 알렉산더 더프와 결혼 - 슬하 1남 2녀         |
| 차녀 |      | 빅토리아 공주 Princess Victoria                                                     | 1868년 7월 6일   | 1935년 12월 3일  | - 미혼                                                          |
| 3녀  |      | 웨일스 공녀 모드 Maud of Wales Maud av Noreg                                        | 1869년 11월 26일 | 1938년 11월 20일 | - 노르웨이의 호콘 7세와 결혼 - 노르웨이의 왕비 - 슬하 1남       |
| 3남  |      | 알렉산더 존 왕자 Alexander John                                                     | 1871년 4월 6일   | 1871년 4월 7일   | - 요절                                                          |

## 에드워드 7세의 이름이 붙은 것
- 에드워드 7세 병원 (King Edward VII Hospital)
- 에드워드 7세급 전함 (King Edward VII-class battleship)
- 킹 에드워드 7세 메모리얼 병원(King Edward VII Memorial Hospital, 포클랜드 제도)
- 킹 에드워드 역 (King Edward Station)
- 킹 에드워드 의대(King Edward Medical University)